# Agave aurea
Agave aurea ist eine Pflanzenart aus der Gattung der Agaven (Agave). Ein englischer Trivialname ist „Baja California Sur Century Agave“.

## Beschreibung
Agave aurea formt kurze Stämme mit offenen Rosetten. Einzelne Rosetten erreichen Wuchshöhen von 100 bis 120 cm und einen Durchmesser von 150 bis 200 cm. Die variablen, linealisch bis lanzettenförmigen, gebogenen, fleischigen, rinnigen, grünen bis bläulichen Blätter sind 63 bis 110 cm lang und 7 bis 12 cm breit. Die Blattränder sind gezahnt. Der flexibel angeordnete, dunkelbraune bis graue Enddorn ist 2,5 bis 3,5 cm lang.
Der rispige, massive, gerade bis gebogene Blütenstand wird 2,5 bis 5 m hoch. Die glockigen, gelben Blüten sind 43 bis 70 mm lang und erscheinen ab der Mitte des Blütenstandes und reichen bis zur Spitze, an lockeren, langen, unregelmäßig angeordneten Verzweigungen. Die Blütenröhre ist 8 bis 14 mm lang.
Die variabel geformten braunen, dreikammerigen Kapselfrüchte sind 45 bis 17 mm lang und 35 bis 15 mm breit. Die mondförmigen, schwarzen Samen sind 7 bis 8 mm lang und 5 bis 5,5 mm breit.
Die Blütezeit reicht von Februar bis Mai.

## Systematik und Verbreitung
Agave aurea wächst in Mexiko im Bundesstaat Baja California Sur an Lavahängen in 300 bis 1070 m Höhe. Sie ist vergesellschaftet mit Kakteen- und Sukkulentenarten.
Die Erstbeschreibung durch Townshend Stith Brandegee ist 1889 veröffentlicht worden. Ein Synonym ist Agave campaniflora Trel.
Agave aurea ist ein Vertreter der Gruppe Campaniflorae. Die Art formt massive Kolonien an den westlichen Hängen der Sierra de la Gigantea. Die Blütenstruktur ähnelt den weiteren Mitglieder der Campaniflorae-Gruppe. Typisch sind die langen, schmal lanzettförmigen, grünen, gebogenen Blätter. Sie ist nahe verwandt mit Agave capensis und Agave promontorii, weicht jedoch deutlich ab in Größe, Form, Blatt- und Blütenstruktur.